# Le Brassus
Koordinaten: 46° 35′ N, 6° 13′ O; CH1903: 506343 / 159849

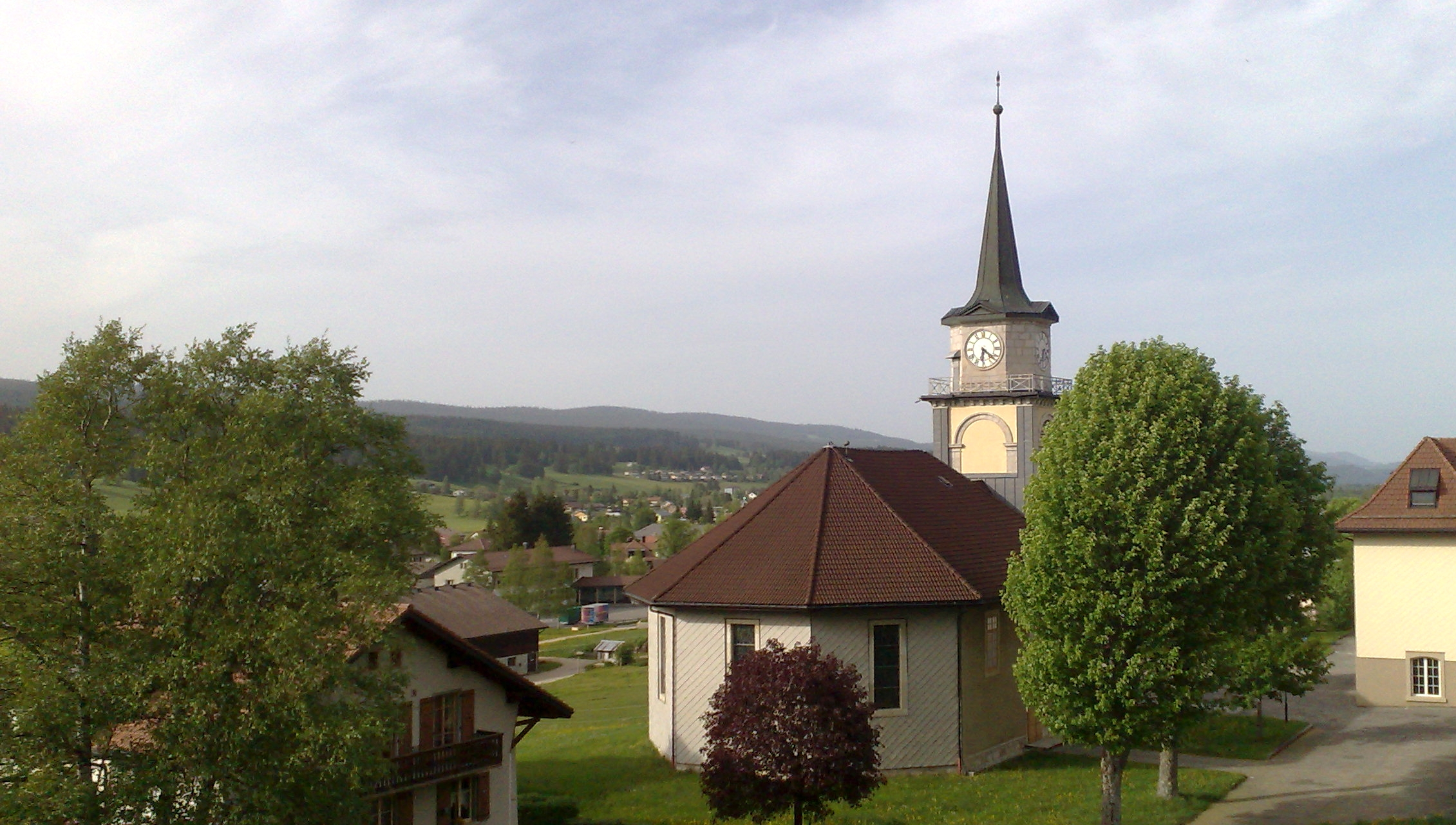
Protestantische Kirche in Le Brassus

Luftbild (1964)

Le Brassus ist ein Dorf im Vallée de Joux, Kanton Waadt, Schweiz mit gut 1400 Einwohnern. Es bildet seit 1908 einen autonomen Ortsteil (fraction de commune) der Gemeinde Le Chenit und hat einen eigenen Gemeinderat (Conseil d'administration). Durch den Ort fliesst der Bach Brassus.

## Wirtschaft, Verkehr, Sport
Le Brassus ist Sitz der Uhrenfirma Audemars Piguet. Seit 1899 ist es an die Chemin de fer Pont–Brassus angeschlossen.
Seit 1890 hat sich auch der Skitourismus entwickelt; 1923/1924 wurde eine Sprungschanze gebaut. In Le Brassus wurde 1964 die zweite Orientierungslauf-Europameisterschaft ausgetragen.
Ab dem 16. Jahrhundert gab es in Le Brassus eine Eisenhütte und einen Hochofen; die Roheisenverhüttung wurde Ende des 18. Jahrhunderts eingestellt.

## Gebäude

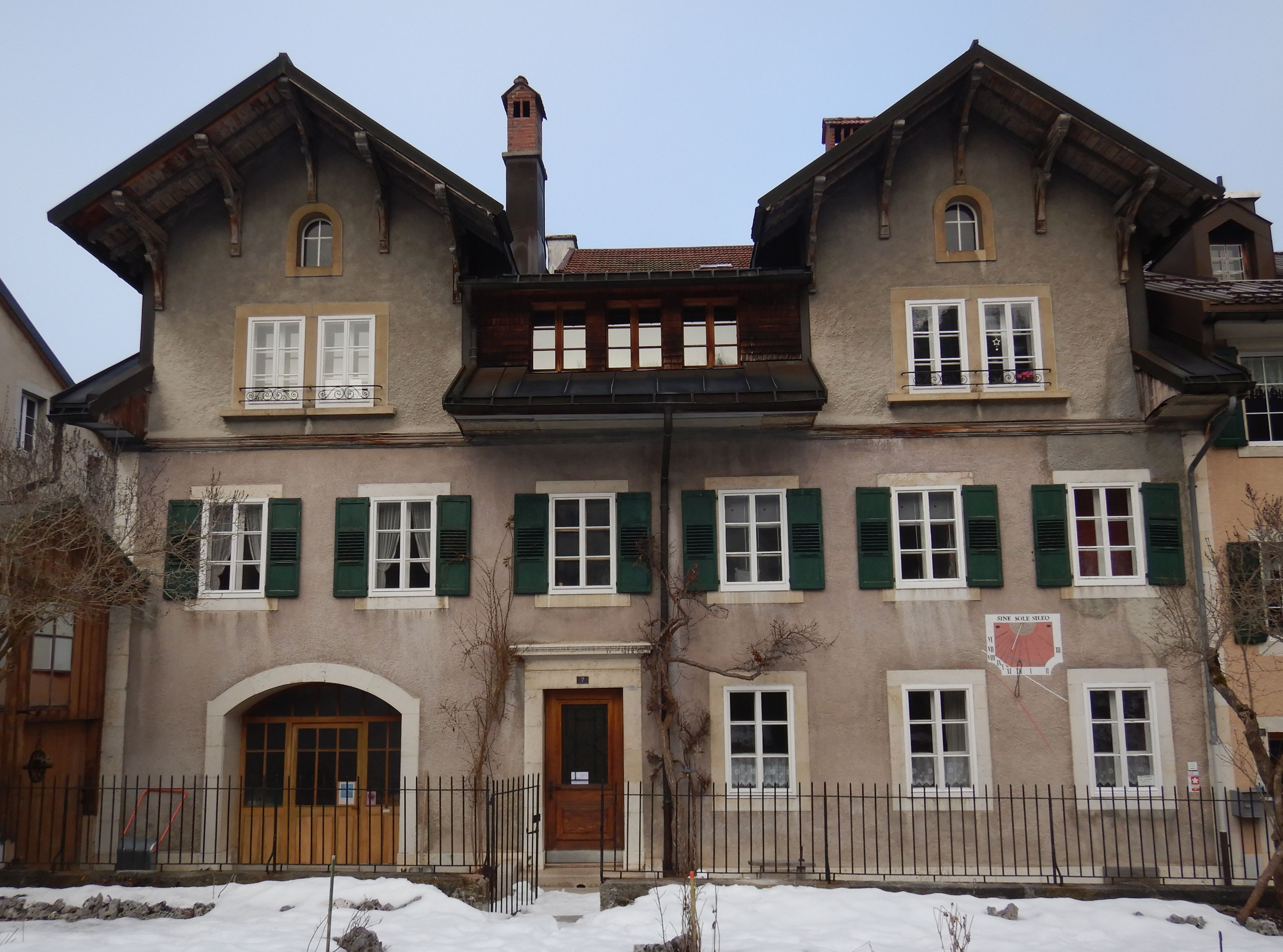
Fassade der Rue de la Gare 7, Le Brassus

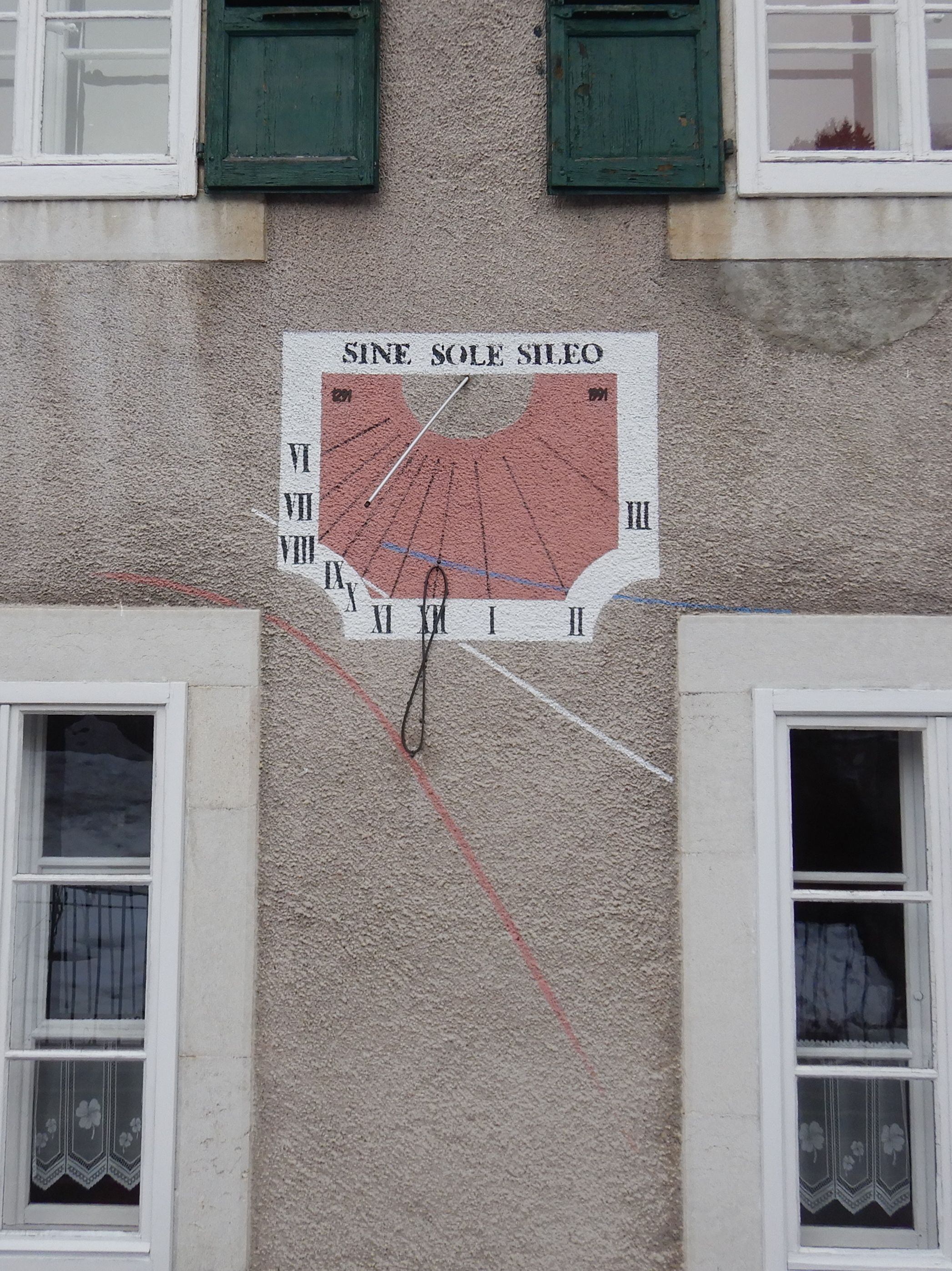
Sonnenuhr an der Rue de la Gare 7, Le Brassus

Die reformierte Kirche wurde 1835–1837 erbaut, die katholische Ende des 19. Jahrhunderts.
An der Hauswand der Rue de la Gare 7 ist eine Sonnenuhr angebracht. Sie zeigt nicht nur die Zeit, sondern auch die Zeitgleichung.

## Mammutfund
Im Mai 1969 stiess man in der Kiesgrube Praz-Rodet südwestlich von Le Brassus auf ein Mammutskelett. Es war der bisher vollständigste Fund in der Schweiz. Eine C14-Datierung ergab ein Alter von gegen 14'000 Jahren. Das Original ist im Kantonalen Geologiemuseum in Lausanne ausgestellt, im Mammutmuseum Niederweningen steht eine Kopie davon.